# KOSDAQ
KOSDAQ (từ viết tắt của Korean Securities Dealers Automated Quotations, tiếng Hàn: 코스닥) là một hội đồng giao dịch của Sở giao dịch chứng khoán Hàn Quốc (KRX) tại Hàn Quốc được thành lập vào năm 1996. Ban đầu được thành lập bởi Hiệp hội đầu tư tài chính Hàn Quốc như một thị trường chứng khoán độc lập với Sở giao dịch chứng khoán Hàn Quốc, nó được đánh giá từ đối tác của Mỹ, NASDAQ. KOSDAQ là một thị trường chứng khoán điện tử, giống như NASDAQ. Giờ mở cửa của thị trường là 09:00 AM đến 03:30 PM KST.
Nó hiện được điều hành với tư cách là Bộ phận Thị trường SME của KRX. Tính đến tháng 2 năm 2021, 1476 công ty được niêm yết trên KOSDAQ để giao dịch.

## Lịch sử
Chính phủ Hàn Quốc vào tháng 7 năm 1986, đã thông qua "Đạo luật của Tổ chức thị trường về tài sản được giao dịch công khai cho các doanh nghiệp nhỏ" nhằm cung cấp cách thức cho các doanh nghiệp nhỏ và trung gian huy động vốn thông qua cổ phiếu được giao dịch công khai và cung cấp cho các nhà đầu tư các tuyến đầu tư. Vào tháng 4 năm 1987, Tổ chức Thị trường đã đạt được, và ba công ty đầu tiên đã được đăng ký.
Vào tháng 5 năm 1996, Sở giao dịch chứng khoán KOSDAQ (코스닥 증권 시장) được thành lập nhằm mục đích quan trọng hóa, hiện đại hóa và tin học hóa hoàn toàn thị trường. KOSDAQ đi vào hoạt động đầy đủ vào ngày 1 tháng 7 năm 1996.
Trong cuộc khủng hoảng tài chính châu Á năm 1997 , chỉ số thị trường KOSDAQ đã giảm mạnh và các nhà đầu tư bị thiệt hại nặng nề, nhưng do sự phục hồi nhanh chóng của nền kinh tế Hàn Quốc, KOSDAQ đã chứng kiến sự phục hồi nhanh chóng và tăng vốn hóa thị trường trong suốt đầu thế kỷ 21.